# 어청수
어청수(魚淸秀, 1955년 11월 25일~)는 대한민국의 경찰공무원으로 제14대 경찰청장(2008. 2.~2009. 1.)을 지냈다.

## 학력
- 봉래초등학교 졸업
- 진주고등학교 졸업
- 동국대학교 경찰행정학과 학사
- 동국대학교 행정대학원 복지행정학과 석사

## 경력
- 1980년 경찰간부 제28기로 경찰 입문
- 1980년 4월~1980년 8월: 서울 동부경찰서 정보1계 계장
- 1980년 8월~1984년 1월: 서울특별시 경찰국 101경비단 근무
- 1984년 1월~1985년 10월: 서울특별시 경찰국 101경비단 안내과 과장
- 1985년 10월~1986년 1월: 내무부 치안본부 교통과 고속도로순찰대 근무
- 1986년 1월~1987년 9월: 경상남도 경찰국 고속도로순찰대 부대장
- 1987년 9월~1988년 2월: 치안본부 방범과 근무
- 1988년 2월~1989년 9월: 부산 동래경찰서 경비과 과장
- 1989년 9월~1990년 2월: 서울특별시 경찰국 작전계 계장
- 1990년 2월~1991년 8월: 치안본부 교통지도과 순찰대 대장
- 1991년 8월~1992년 1월: 경찰청 교통안전과 고속도로순찰과장
- 1992년 1월~1994년 2월: 서울 강남경찰서 정보과 과장
- 1994년 2월~1994년 6월: 서울 종로경찰서 정보과 괴장
- 1994년 6월~1995년 3월: 서울 송파경찰서 정보과 과장
- 1995년 3월~1995년 7월: 서울지방경찰청 형사과 근무
- 1995년 7월~1996년 7월: 제51대 합천경찰서 서장
- 1996년 7월~1997년 1월: 제49대 양평경찰서 서장
- 1997년 1월~1998년 3월: 서울지방경찰청 김포공항경찰대 대장
- 1998년 3월~1999년 6월: 경찰대학 학생과 과장
- 1999년 6월~2000년 7월: 제7대 서울은평경찰서 서장
- 2000년 7월~2001년 1월: 경찰청 경비2과 과장
- 2001년 1월~2001년 11월: 경찰청 공보관실 공보담당관
- 2001년 11월~2002년 11월: 국방대학교 교육훈련 파견
- 2002년 11월~2003년 4월: 부산지방경찰청 차장
- 2003년 4월~2004년 1월: 서울지방경찰청 정보관리부 부장
- 2004년 1월~2004년 8월: 대통령비서실 정무수석실 치안비서관
- 2004년 8월~2005년 1월: 제65대 경남지방경찰청 청장
- 2005년 1월~2006년 2월: 제34대 부산지방경찰청 청장
- 2006년 2월~2006년 12월: 제63대 경기지방경찰청 청장
- 2006년 12월~2007년 5월: 제30대 경찰대학 학장
- 2007년 5월~2008년 2월: 제64대 서울지방경찰청 청장
- 2008년 2월~2009년 1월: 제14대 경찰청장
- 2011년 8월~2011년 10월: 제11대 국립공원관리공단 이사장
- 2011년 10월~2013년 2월: 제2대 대통령실 경호처장
- 2015년 5월~2018년 8월: 제6대 직접판매공제조합 이사장
- 2020년 11월~2023년 12월: 제9대 한국특수판매공제조합 이사장

## 승진
- 1980년: 경위임관

## 경찰청장
2007년말 이택순 청장의 임기가 만료되자 노무현 참여정부와 이명박 대통령 인수위원회 간의 합의에 의해 추천되었다. 1월 8일 내정 소식이 전해졌으며 10일 경찰위원회 회의와 24일 국회 인사청문회를 거쳐 2월 11일 14대 경찰청장으로 취임했다. 이명박 대통령과는 1992년 강남경찰서 정보과장이었을 때 알게 되었으며 이후 이명박이 1996년 비례대표 국회의원이던 시절에는 종로경찰서 정보과장이었고, 서울시장으로 재직하던 2003년에는 서울지방경찰청 정보관리부장으로 근무했다. 

### 집회시위 관리 엄정대처 지시
2008년 1월 4일 인수위 보고 이후 집회시위 관리 매뉴얼을 작성할 것을 지시하였다. 경찰청은 이후 태스크포스(TF)를 구성해 수차례 실무위원회를 갖고 새로운 장비 도입과 전술 추진 상황, 부상자 방지 대책을 점검하였다. 한편, 청장 취임 직전 두 차례 당시 대통령 당선인 이명박을 만났다. 이 자리에서 어 청장은 경찰이 (시위대에) 매 맞는 모습을 절대 보이지 말라는 대통령 당선인의 당부를 들었다고 밝혔다.

### 경찰관 기동대신설 방침
2008년 3월 15일 경찰청의 청와대 업무보고에서 시위현장에서 전경 대신 경찰관으로 구성된 체포전담 부대를 만들어 불법시위 현장에 배치할 방침을 보고하였다.2007년 12월 공개채용을 통해 780여 명의 기동대원을 선발, 중앙경찰학교에서 2008년 7월 25일 교육을 끝낸 뒤 현장에 배치하였다.

### '아동 안전 지킴이 집' 개소
2008년 4월 14일 아동들이 위험에 처했을 때 찾아와 구조와 도움을 요청하게 되면, 안전하게 보호해주는 '아동 안전 지킴이 집'을 개소하였다. 어린이들이 자주가는 2만4412곳의 상점, 약국 등이 유괴ㆍ성폭행 등을 예방하는 '아동 안전 지킴이 집'으로 위촉됐다. 어청수 경찰청장은 '아동 안전 지킴이 집' 로고 부착행사에서 아동 보호를 위한 사회안전망 구축에 지역 주민들의 적극적인 협조를 당부했다.

### 스쿨폴리스(배움터지킴이)
2005년 부산경찰청장 재임 시 학교폭력이 심각한 사회문제로 부각되자, 미국, 캐나다등 외국에서 실시되고 있는 학교폭력 예방모델을 토대로 국내에서 처음으로, 스쿨폴리스(배움터지킴이)를 만들어, 학부모와 학생들로 부터 좋은 반응을 얻은 결과, 제 1회 정부혁신최우수 사례로 선정되어 대통령 표창을 받았다.

### 장기기증 운동본부 홍보대사
봉사 경찰의 이미지를 구현하자는 취지로, 공공기관에서는 처음으로 5천여명이 각막과 장기기증을 서약하는 등 이웃사랑 정신을 실천하여 '사랑의 장기기증 운동본부' 홍보대사로 위촉되어 활동하였다.

### 중국인 성화봉송 폭력시위
2008년 4월 30일 국회 행자위에서 의원들이 경찰의 대처 미숙을 질타하자, "자기 국가의 성화봉송하는데 충돌을 일으키지 않을 거라고 안이하게 생각한 거 같다"며 "추가 증거 자료를 확보해 가담자를 추적해서 처벌하겠다"고 말했다.

### 정부의 미국산 쇠고기 수입 협상 내용에 대한 반대 시위
2008년 5월 26일 기자 간담회에서 서울 시내에서 벌어진 미국산 쇠고기 수입 반대 거리 시위가 "치밀한 계획에 의해 이뤄진 것으로 보인다"며 "사법 처리 대상이 수 백 명이 되더라도 반드시 처벌하겠다"고 말했다. 2008년 6월 23일 기자 간담회에서는 "폭력시위 전력이 있는 단체들이 가담하면서 시위가 폭력적으로 변했다"고 하며 순수한 일반 시민 참가자와 과격행위를 주도하는 일부 단체에 대해 분리 대응을 하겠다는 뜻을 밝혔다.

### 대우공무원제 도입
2008년 2월 11일 경찰청장에 취임한 이후 미국산 쇠고기 수입반대 촛불집회를 큰 사고 없이 성공적으로 대처했다는 평가를 받아 청와대의 높은 신임을 받았고, 이를 바탕으로 대우공무원제 도입, 경감이하 하위직 경찰관들의 정년연장등 경찰공무원 복지를 크게 향상시켰다는 평가를 얻었다.                  그러나, 이명박 대통령 신임을 과신해 경찰을 위한 복지정책을 지나치게 고집하다 여권핵심부의 견제를 받아 낙마했을 것이라는 분석도 제기되었다.    (연합뉴스 2009. 01. 28)

## 논란

### 동생 감싸기
2008년 4월 23일 부산 MBC는 어청수 청장의 동생 어봉수가 호텔에서 룸살롱을 운영하면서 성매매를 하고 있다고 보도했다. 동생에 대한 취재가 시작되자 어 청장이 해당 취재기자의 신상정보와 취재동향을 부산지방경찰청 정보과로부터 보고받았는지 여부가 문제되었다. 한편 MBC 본사가 부산 MBC의 보도를 9시 뉴스데스크에 내보내기로 했다가 편성에서 제외했다는 주장도 제기되었다. 이에 대해 경찰청에서는 '청장의 동생은 단순한 투자자로서 실제 소유주가 아니며 투자 실패로 손해를 보았다'고 해명하였다.

### 전투경찰제도 폐지
2008년 6월 23일 기자간담회에서 전투경찰 제도가 폐지되면 치안력을 유지하는 데 필요한 2만에서 3만명의 경찰관 보충이 필요하며, 국가 예산이 이를 받쳐 주지 못하면 경찰력 보완 측면에서 전투경찰을 유지해야 한다고 밝혔다. 앞서 2008년 1월 10일 경찰위원회 회의에서 "전투경찰 제도를 폐지하는 대신 15,000명에서 20,000명 수준으로 유지하는 것이 바람직하다"는 의견을 밝힌 바 있다. 이는 참여정부가 발표한 2012년까지 대체복무를 단계적으로 폐지하고 정원의 일부를 정규직으로 충원한다는 계획을 담은 '국방개혁 2020'에 배치되는 것이다.

### 엠네스티법적 대응 발언
2008년 7월 18일 국제 엠네스티가 경찰의 촛불집회 참가자에 대한 인권침해가 심각하다는 보고서를 내면서 국제사회가 한국 경찰의 인권의식에 문제를 제기하자, 어 청장은 "국제 앰네스티가 경찰의 정정 요구를 받아들이지 않는다면 법적대응을 검토하겠다"고 밝혔다. 아울러 경찰은 앰네스티 한국지부가 영문 보고서를 한글로 번역하는 과정에서 오역 및 과장이 있었음을 조사를 담당한 노마 강 무이코(Norma Kang Muico) 연구원도 인정했다고 밝혔다. 한편, 검찰은 경찰의 이의제기에 동감을 표하며 2008년 8월 19일 촛불집회에 대한 AI의 조사 내용이 공정하지 못했다는 우려를 표명한 공식서한을 AI 측에 전달했다고 밝혔다.

### 불교계의 대규모 법회
불교계의 종교편향 논란에 대해 이명박 대통령은 "경위야 어찌됐든 불교계 수장에게 결례를 해서 물의가 빚어진 만큼 경찰청장은 불교 지도자를 찾아 사과하고 앞으로 이 같은 일이 재발하지 않도록 하겠다는 뜻을 전했으면 좋겠다"고 어 청장의 불교계 방문 사과를 지시했다. 이에 어 청장은 대구·경북 범불교 지도자 회의가 열린 대구 동화사를 전격 방문해 불교계 대표들에게 사과하려 했으나 무산됐다. 한편 추석연휴 첫날인 13일, 어 청장은 북한산에 오른 뒤 하산 중 도선사에 들러 대웅전에서 삼배를 하는 등 연휴에도 불구하고 불심을 잡기 위한 행보를 이어갔다.

## 홍보대사
- 사랑의 장기기증운동본부 홍보대사